# نیکولا چیرکوویچ
نیکولا چیرکوویچ (سیریلیک صربی: Никола Ћирковић؛ زادهٔ ۴ دسامبر ۱۹۹۱) بازیکن فوتبال اهل صربستان است.
از باشگاه‌هایی که در آن بازی کرده‌است می‌توان به باشگاه فوتبال چوکاریچکی، باشگاه فوتبال مینسک، و باشگاه فوتبال بنی سخنین اشاره کرد.
وی همچنین در تیم ملی فوتبال صربستان بازی کرده‌است.